# Route nationale 375
Pour les articles homonymes, voir Route nationale 375 (homonymie).
La route nationale 375 ou RN 375 était une route nationale française reliant Maclaunay à Bellegarde. À la suite de la réforme de 1972, elle a été déclassée en RD 375 dans la Marne, en RD 403 en Seine-et-Marne et en RD 975 dans le Loiret.
Voir le tracé de la RN 375 sur Google Maps

## Ancien tracé de Maclaunay à Bellegarde (D 375, D 403 & D 975)

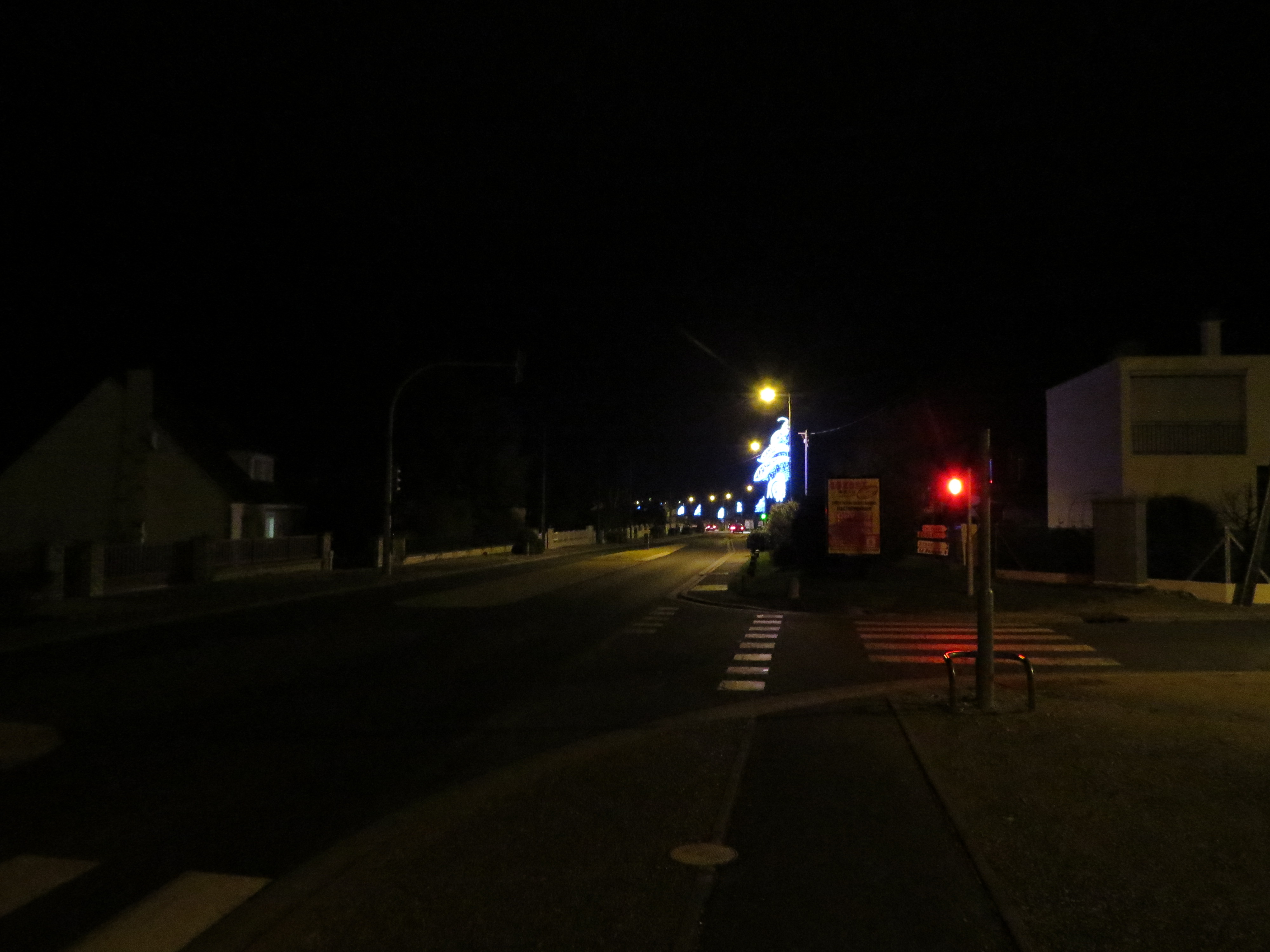
La D403 de nuit à Darvault.

- Maclaunay, commune de Montmirail (km 0)
- Morsains (km 6)
- Joiselle (km 9)
- Neuvy (km 12)
- Courgivaux, où elle rencontrait la RN 4 (km 16)
- Montceaux-lès-Provins (km 20)
- Villiers-Saint-Georges (km 26)
- Provins (km 40)
- Sainte-Colombe (km 45)
- Longueville (km 47)
- Jutigny (km 49)
- Paroy (km 53)
- Donnemarie-Dontilly (km 58)
- Montigny-Lencoup (km 64)
- Saint-Germain-Laval (km 72)
- Montereau-Fault-Yonne (km 76)
- Ville-Saint-Jacques (km 84)
- Villecerf (km 88)
- Villemer (km 91)
- Darvault (km 99)
- Nemours (km 102)
- Ormesson (km 107)
- Aufferville (km 111)
- Gironville (km 118)
- Beaumont-du-Gâtinais (km 125)
- Auxy (km 127)
- Juranville (km 134)
- Bellegarde (km 142)